# Village des neiges de Montréal
 (février 2020).

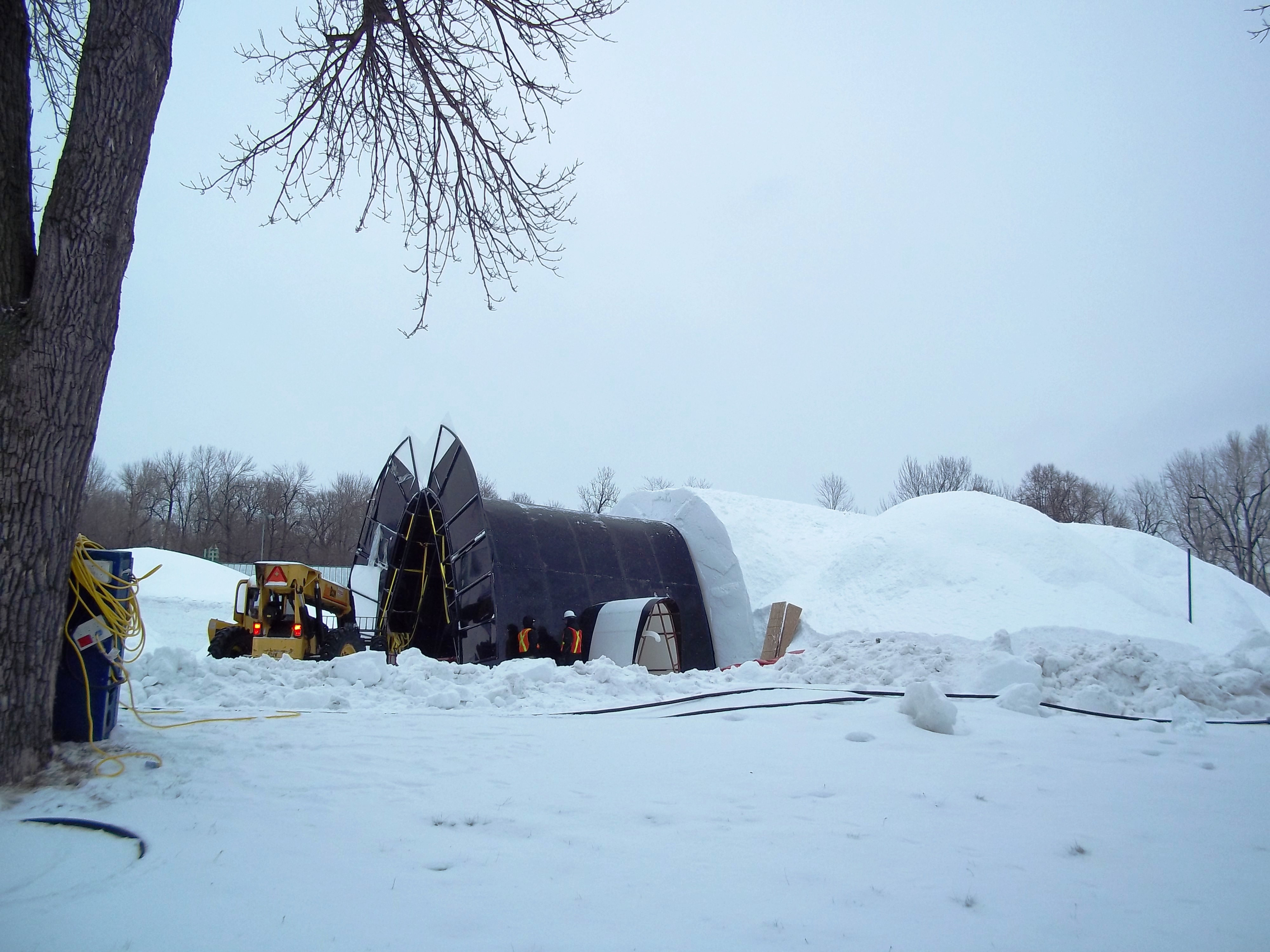
Village des neiges en construction, 8 janvier 2012

Le village des neiges de Montréal est un évènement d'hiver situé dans le Parc Jean-Drapeau à Montréal qui a connu sa première saison au début de 2012. Cet événement similaire au village des neiges de Finlande, offre de nombreuses activités et installations entièrement faites en glace comme :
- Une chapelle
- Un centre de congrès
- Un bar
- Un restaurant
- Un pont
- Une reproduction des monuments historiques en neige
- un hôtel
- des igloos

## Notes et références

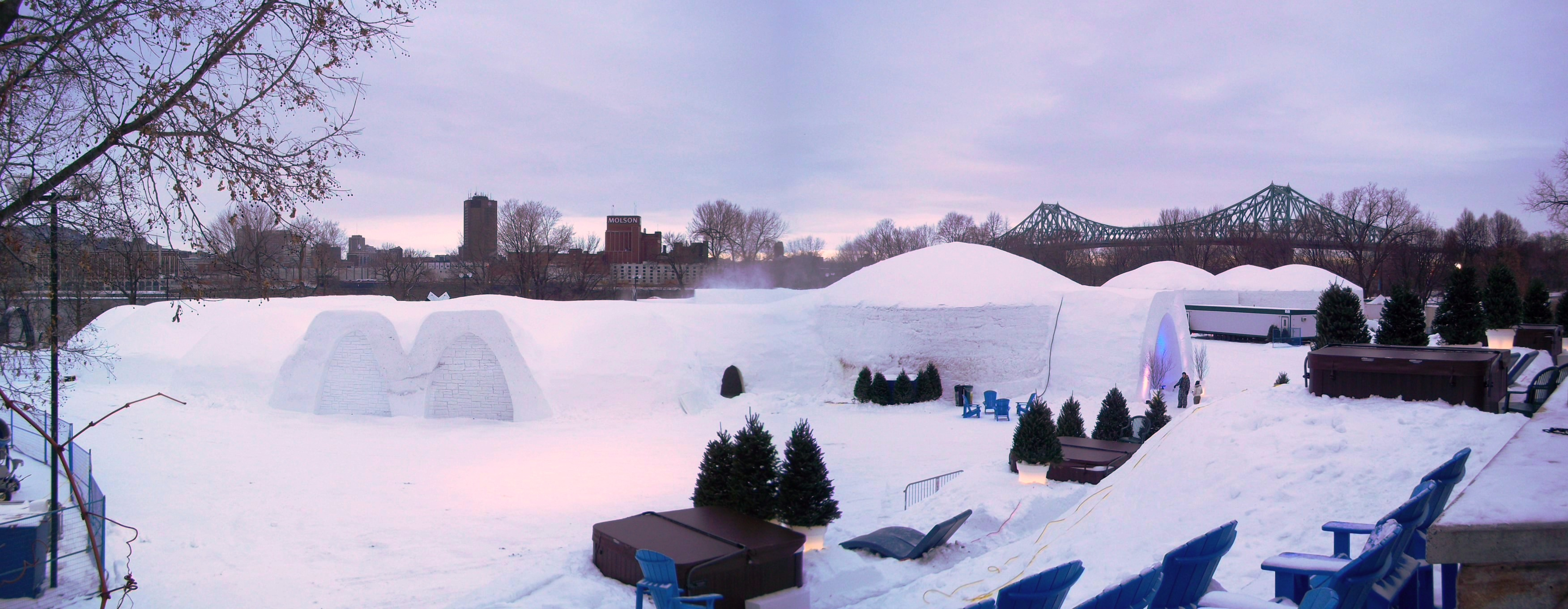
Vue d'ensemble du village des neiges avec le pont Jacques-Cartier à droite